# Andy Boyle
Andrew Boyle, detto Andy (Palmerstown, 7 marzo 1991), è un calciatore irlandese, difensore del Waterford.

## Statistiche

### Presenze e reti nei club
Statistiche aggiornate al 31 dicembre 2024.
| Stagione        | Squadra         | Campionato      | Campionato | Campionato | Coppe nazionali | Coppe nazionali | Coppe nazionali | Coppe continentali | Coppe continentali | Coppe continentali | Altre coppe | Altre coppe | Altre coppe | Totale | Totale |
| Stagione        | Squadra         | Comp            | Pres       | Reti       | Comp            | Pres            | Reti            | Comp               | Pres               | Reti               | Comp        | Pres        | Reti        | Pres   | Reti   |
| --------------- | --------------- | --------------- | ---------- | ---------- | --------------- | --------------- | --------------- | ------------------ | ------------------ | ------------------ | ----------- | ----------- | ----------- | ------ | ------ |
| 2024            | Dundalk         | PD              | 26         | 0          |                 | -               | -               |                    | -                  | -                  | LSC         | 2           | 0           | 28     | 0      |
| Totale carriera | Totale carriera | Totale carriera | 26         | 0          |                 | -               | -               |                    | -                  | -                  |             | 2           | 0           | 28     | 0      |

## Palmarès

### Club

#### Competizioni nazionali
- Coppa di Lega irlandese: 2

Dundalk: 2014, 2019
- Campionato irlandese: 4

Dundalk: 2014, 2015, 2016, 2019
- Supercoppa d'Irlanda: 2

Dundalk: 2015, 2021
- Coppa d'Irlanda: 2

Dundalk: 2015, 2020
- Scottish Challenge Cup: 1

Ross County: 2018-2019
- Scottish Championship: 1

Ross County: 2018-2019